# Goldener Zapfen
Der Goldene Zapfen ist eine Erhebung und ein Aussichtspunkt auf 640,8 m ü. NHN im Rothaargebirge. Über den Gipfel verläuft die Grenze zwischen dem Kreis Olpe und dem Kreis Siegen-Wittgenstein, und damit auch zwischen dem Sauerland und dem Siegerland.
Direkt am Südwestfuß befindet sich der Ortsteil Oberndorf der Stadt Hilchenbach. Knapp drei Kilometer nördlich liegt der Kirchhundemer Ortsteil Heinsberg. Vom Aussichtspunkt bietet sich ein Ausblick auf das Ferndorftal. Der Berg kann etwa vom Wanderparkplatz Oberndorfer Höhe erreicht werden, die nahegelegene Rothaarhütte bietet eine Einkehrmöglichkeit.
Der Gipfel des Goldenen Zapfens ist bewaldet. An der Ostflanke verläuft die L 713.